# Anderson Vital da Silva
Anderson Vital da Silva, detto Dedé (Volta Redonda, 1º luglio 1988), è un ex calciatore brasiliano, di ruolo difensore.

## Biografia
Secondogenito di Nivaldo e Maria Helena Vital da Silva, ha due fratelli Mariana e Gleydson. Nato da una famiglia umile, ben presto si affaccia al calcio in strada, come la maggior parte dei bambini brasiliani, appassionandosene. Nonostante i grossi problemi economici, Dedé convince la famiglia a tentare l'avventura nel calcio mentre il fratello è costretto a fare il servizio militare per mantenere se stesso e la famiglia.

## Caratteristiche tecniche
Difensore centrale, piede destro, è dotato di buona tecnica. È un ottimo colpitore di testa e sa inserirsi con i tempi giusti sulle palle da fermo. Secondo Serginho, "è un giocatore molto forte fisicamente [...], con una buona tecnica [...], ma tatticamente non è proprio fortissimo". Tra i migliori difensori centrali del Paese, è un calciatore forte fisicamente e prima del grave infortunio del 2012 era considerato come uno dei migliori difensori centrali del Brasile, molto affidabile, abile in marcatura, forte nelle palle alte e nei colpi di testa anche grazie all'altezza, 1.93. Prima dell'infortunio era molto veloce, uno dei centrali difensivi brasiliani più veloci al mondo, bravo tanto nelle chiusure difensivi quanto negli anticipi. Definito anche «regista arretrato», ha un piede destro educato col quale riesce a far ripartire velocemente l'azione, potendo giocare sia in una difesa a 4 sia in una a 3. Aveva iniziato la carriera calcistica giocando come regista. Se necessario, può essere schierato anche come centravanti durante gli ultimi minuti delle partite, per cercare la rete decisiva.
Al 2011 era definito giovane talento e in Brasile è considerato l'erede di Thiago Silva.
Leader dotato di grande carisma, ben presto diviene uno dei calciatori più famosi e acclamati del Vasco da Gama, tanto da guadagnarsi soprannomi quali O Mito, Dederminator, Dedéckenbauer o Dedélicia.

## Carriera

### Club
Inizia a giocare a calcio a 5 come attaccante, arretrando poi a mediano e infine a difensore centrale durante l'età adolescenziale. Cresce insieme a Felipe Melo, con il quale ha cominciato la carriera calcistica in un vivaio della Fluminense. Poco prima aveva giocato in una squadra affiliata al Flamengo e all'età di 13 anni è contattato da un osservatore del Santo André: avendo notato l'importanza dell'evento, la madre gli compra degli scarpini nuovi ma l'avventura di Dedé nello Stato di San Paolo si conclude prima del previsto; dopo neanche una settimana il giovane chiede di ritornare a casa ma la madre, che aveva speso i soldi per gli scarpini non poteva permettersi il biglietto di ritorno. Nel 2006 ha l'occasione per esordire titolare in una partita ufficiale con la maglia del Fluminense, ma a causa della nostalgia di casa e dei suoi continui viaggi tra Rio de Janeiro e Volta Redonda (circa 80 km), è escluso dalla società che lo costringe a fare ritorno al club di Volta Redonda. L'Udinese, che aveva osservatori soprattutto in Sudamerica lo nota e lo porta in Italia a fare un provino ma il risultato è fallimentare. Nel 2009 è eletto terzo miglior difensore del campionato Carioca, facendosi notare a livello nazionale: il Vasco da Gama si aggiudica le sue prestazioni, inizialmente in prestito con diritto di riscatto in seguito. Con il Vasco, conquista la Taça de Prata nel 2009, scendendo però in campo poche volte. Nel 2010, comincia la stagione come riserva e ha poche chance di mettersi in mostra. Tuttavia, è convocato per una partita contro il Vitória, nei quarti di finale della Copa do Brasil. Dopo aver collezionato diverse prestazioni positive, diviene uno dei giocatori più presenti nel Vasco.
Nell'ottobre 2010, il Vasco esercita il diritto di riscatto (fissato a poco meno di € 1,5 milioni) e Dedé firma un contratto con il club fino al 2014, a € 700.000 l'anno e con una clausola rescissoria fissata a € 4 milioni: in questo momento il suo cartellino è di proprietà per il 50% del Vasco e per l'altra metà di una società di investitori. Durante la partita di ritorno dei quarti di finale di Copa Sudamericana contro l'Universitario, il Vasco da Gama nella ripresa si ritrova sotto per 2-1, dopo aver perso 2-0 l'andata: servono quindi quattro reti in meno di 45' per accedere alle semifinali. In una partita nervosa (si contano 11 gialli e 3 rossi diretti), il Vasco da Gama compie una rimonta storica, ribaltando il punteggio da 1-2 a 5-2 anche grazie a una doppietta di Dedé in una partita che è giudicata come tra le migliori della sua carriera. Il Vasco da Gama uscirà in semifinale contro l'Universidad de Chile trascinato da Eduardo Vargas, club futuro vincitore del torneo. In quello stesso anno, Dedé vince il premio come miglior difensore del Brasileirão.
Nel maggio 2012 subisce il grave infortunio che gli stronca la carriera: un edema al perone della gamba sinistra lo costringe a stare lontano dai campi di gioco per diversi mesi. Al ritorno Dedé non è più lo stesso: perde in velocità, agilità e abilità difensiva, riuscendo a riprendersi solo dopo molti mesi di gioco, ma non riuscendo a tornare veloce come ai tempi migliori. Anche per questo, il 17 aprile 2013, Dedé è stato acquistato dal Cruzeiro, restando quindi in Brasile. La società di Belo Horizonte ha pagato per la trattativa 14 milioni di real brasiliani (circa € 5,355 milioni) più i cartellini di Wellington Paulista, Diego Renan e Allyson. Firma un contratto da € 150.000 al mese. Dedé segna il suo primo goal con la maglia dei Raposa, nella seconda partita contro l'Atlético Paranaense. Anche grazie al suo contributo, il Cruzeiro ha vinto il Brasileirão 2013. Nella partita contro il Vasco, ha chiesto di non scendere in campo perché non voleva affrontare la sua ex squadra; durante la partita vinta 2-1 dal Vasco, la curva del Maracanã lo ha omaggiato diverse volte, dedicandogli alcuni cori.

### Nazionale
È stato convocato nella Nazionale brasiliana, per la prima volta il 25 luglio 2011 in vista dell'amichevole contro la Germania, senza però scendere in campo. Stessa sorte nell'agosto seguente contro il Ghana. Il 14 settembre esordisce in Nazionale negli incontri di Superclásico de las Américas contro l'Argentina.

## Statistiche

### Presenze e reti nei club
| Club            | Stagione        | Campionato | Campionato | Coppa del Brasile | Coppa del Brasile | Coppa Libertadores | Coppa Libertadores | Coppa Sudamericana | Coppa Sudamericana | Campionato Statale | Campionato Statale | Coppa Rio | Coppa Rio | Totale | Totale |
| Club            | Stagione        | Pres.      | Goal       | Pres.             | Goal              | Pres.              | Goal               | Pres.              | Goal               | Pres.              | Goal               | Pres.     | Goal      | Pres.  | Goal   |
| --------------- | --------------- | ---------- | ---------- | ----------------- | ----------------- | ------------------ | ------------------ | ------------------ | ------------------ | ------------------ | ------------------ | --------- | --------- | ------ | ------ |
| Volta Redonda   | 2008            | 0          | 0          | 2                 | 0                 | -                  | -                  | -                  | -                  | 8                  | 2                  | 7         | 0         | 17     | 2      |
| Volta Redonda   | 2009            | 0          | 0          | -                 | -                 | -                  | -                  | -                  | -                  | 13                 | 2                  | -         | -         | 13     | 2      |
| Volta Redonda   | Totale          | -          | -          | 2                 | 0                 | -                  | -                  | -                  | -                  | 21                 | 4                  | 7         | 0         | 30     | 4      |
| Vasco da Gama   | 2009            | 5          | 0          | -                 | -                 | -                  | -                  | -                  | -                  | -                  | -                  | -         | -         | 5      | 0      |
| Vasco da Gama   | 2010            | 36         | 1          | 2                 | 0                 | -                  | -                  | -                  | -                  | 1                  | 0                  | -         | -         | 39     | 1      |
| Vasco da Gama   | 2011            | 30         | 6          | 11                | 1                 | -                  | -                  | 4                  | 2                  | 14                 | 3                  | -         | -         | 59     | 12     |
| Vasco da Gama   | 2012            | 23         | 0          | -                 | -                 | 5                  | 1                  | -                  | -                  | 9                  | 0                  | -         | -         | 37     | 1      |
| Vasco da Gama   | 2013            | 0          | 0          | -                 | -                 | -                  | -                  | -                  | -                  | 14                 | 4                  | -         | -         | 14     | 4      |
| Vasco da Gama   | Totale          | 94         | 7          | 13                | 1                 | 5                  | 1                  | 4                  | 2                  | 38                 | 8                  | 0         | 0         | 154    | 18     |
| Cruzeiro        | 2013            | 20         | 2          | -                 | -                 | -                  | -                  | -                  | -                  | -                  | -                  | -         | -         | 20     | 2      |
| Totale Carriera | Totale Carriera | 114        | 9          | 15                | 1                 | 5                  | 1                  | 4                  | 2                  | 59                 | 12                 | 7         | 0         | 174    | 20     |

### Cronologia presenze e reti in Nazionale
| Cronologia completa delle presenze e delle reti in nazionale ― Brasile | Cronologia completa delle presenze e delle reti in nazionale ― Brasile | Cronologia completa delle presenze e delle reti in nazionale ― Brasile | Cronologia completa delle presenze e delle reti in nazionale ― Brasile | Cronologia completa delle presenze e delle reti in nazionale ― Brasile | Cronologia completa delle presenze e delle reti in nazionale ― Brasile | Cronologia completa delle presenze e delle reti in nazionale ― Brasile | Cronologia completa delle presenze e delle reti in nazionale ― Brasile |
| Data                                                                   | Città                                                                  | In casa                                                                | Risultato                                                              | Ospiti                                                                 | Competizione                                                           | Reti                                                                   | Note                                                                   |
| ---------------------------------------------------------------------- | ---------------------------------------------------------------------- | ---------------------------------------------------------------------- | ---------------------------------------------------------------------- | ---------------------------------------------------------------------- | ---------------------------------------------------------------------- | ---------------------------------------------------------------------- | ---------------------------------------------------------------------- |
| 14-9-2011                                                              | Córdoba                                                                | Argentina                                                              | 0 – 0                                                                  | Brasile                                                                | Superclásico de las Américas 2011                                      | -                                                                      |                                                                        |
| 28-9-2011                                                              | Belém                                                                  | Brasile                                                                | 2 – 0                                                                  | Argentina                                                              | Superclásico de las Américas 2011                                      | -                                                                      |                                                                        |
| 15-8-2012                                                              | Solna                                                                  | Svezia                                                                 | 0 – 3                                                                  | Brasile                                                                | Amichevole                                                             | -                                                                      | 74’                                                                    |
| 7-9-2012                                                               | San Paolo                                                              | Brasile                                                                | 1 – 0                                                                  | Sudafrica                                                              | Amichevole                                                             | -                                                                      | 12’                                                                    |
| 11-9-2012                                                              | Recife                                                                 | Brasile                                                                | 8 – 0                                                                  | Cina                                                                   | Amichevole                                                             | -                                                                      |                                                                        |
| 19-9-2012                                                              | Goiânia                                                                | Brasile                                                                | 2 – 1                                                                  | Argentina                                                              | Superclásico de las Américas 2012                                      | -                                                                      |                                                                        |
| 6-4-2013                                                               | Santa Cruz                                                             | Bolivia                                                                | 0 – 4                                                                  | Brasile                                                                | Amichevole                                                             | -                                                                      | 87’                                                                    |
| 24-4-2013                                                              | Belo Horizonte                                                         | Brasile                                                                | 2 – 2                                                                  | Cile                                                                   | Amichevole                                                             | -                                                                      | 46’                                                                    |
| 15-10-2013                                                             | Pechino                                                                | Brasile                                                                | 2 – 0                                                                  | Zambia                                                                 | Amichevole                                                             | 1                                                                      |                                                                        |
| 7-9-2018                                                               | East Rutherford                                                        | Stati Uniti                                                            | 0 – 2                                                                  | Brasile                                                                | Amichevole                                                             | -                                                                      | 80’                                                                    |
| 11-9-2018                                                              | Landover                                                               | Brasile                                                                | 5 – 0                                                                  | El Salvador                                                            | Amichevole                                                             | -                                                                      | 46’                                                                    |
| Totale                                                                 |                                                                        | Presenze                                                               | 11                                                                     |                                                                        | Reti                                                                   | 1                                                                      |                                                                        |